# Pedro Rebocho
Pedro Miguel Braga Rebocho (Évora, 23 januari 1995) is een Portugees voetballer die doorgaans speelt als linksback. In juli 2023 verruilde hij Lech Poznań voor Al-Khaleej.

## Clubcarrière
Rebocho speelde in de jeugd van Juventude Évora en werd in 2007 opgenomen in de opleiding van Benfica. Bij deze club speelde hij tijdens de seizoenen 2014/15 en 2015/16 in het tweede elftal in de Segunda Liga. Hierna trok Moreirense de linksback transfervrij aan. Dat seizoen zou Rebocho met zijn club de Taça da Liga winnen. In de zomer van 2017 maakte Rebocho voor circa vijfhonderdvijftigduizend euro de overstap naar Guingamp, waar hij zijn handtekening zette onder een verbintenis voor de duur van drie seizoenen. De Portugees kwam na één seizoen een verlenging overeen voor twee jaar extra, tot medio 2022. Aan het einde van het seizoen 2018/19 degradeerde Guingamp uit de Ligue 1. Hierop werd Rebocho voor de duur van één seizoen op huurbasis overgenomen door Beşiktaş. Na zijn terugkeer bij Guingamp speelde Rebocho wel weer meer voor de Franse club, maar in januari 2021 werd hij opgenieuw verhuurd, ditmaal aan Paços Ferreira. In augustus 2021 werd de Portugees voor circa honderdvijftigduizend euro overgenomen door Lech Poznań, waar hij voor twee seizoenen tekende, met een optie op een jaar extra. Die optie werd niet gelicht en hierna verkaste Rebocho naar Al-Khaleej.

## Clubstatistieken
| Seizoen | Club             | Competitie    | Competitie | Competitie | Beker | Beker | Internationaal | Internationaal | Totaal | Totaal |
| Seizoen | Club             | Competitie    | Wed.       | Dlp.       | Wed.  | Dlp.  | Wed.           | Dlp.           | Wed.   | Dlp.   |
| ------- | ---------------- | ------------- | ---------- | ---------- | ----- | ----- | -------------- | -------------- | ------ | ------ |
| 2014/15 | Benfica II       | Segunda Liga  | 32         | 0          | —     | —     | —              | —              | 32     | 0      |
| 2015/16 | Benfica II       | Segunda Liga  | 28         | 3          | —     | —     | —              | —              | 28     | 3      |
| 2016/17 | Moreirense       | Primeira Liga | 29         | 0          | 4     | 0     | —              | —              | 33     | 0      |
| 2017/18 | Guingamp         | Ligue 1       | 21         | 0          | 3     | 0     | —              | —              | 24     | 0      |
| 2018/19 | Guingamp         | Ligue 1       | 36         | 0          | 7     | 0     | —              | —              | 43     | 0      |
| 2019/20 | Guingamp         | Ligue 2       | 1          | 0          | 0     | 0     | —              | —              | 1      | 0      |
| 2019/20 | → Beşiktaş       | Süper Lig     | 9          | 0          | 2     | 0     | —              | —              | 11     | 0      |
| 2020/21 | Guingamp         | Ligue 2       | 16         | 0          | 0     | 0     | —              | —              | 16     | 0      |
| 2020/21 | → Paços Ferreira | Primeira Liga | 20         | 0          | 0     | 0     | —              | —              | 20     | 0      |
| 2021/22 | Guingamp         | Ligue 2       | 3          | 0          | 0     | 0     | —              | —              | 3      | 0      |
| 2021/22 | Lech Poznań      | Ekstraklasa   | 21         | 1          | 2     | 0     | —              | —              | 23     | 1      |
| 2022/23 | Lech Poznań      | Ekstraklasa   | 19         | 0          | 1     | 0     | 19             | 0              | 39     | 0      |
| 2023/24 | Al-Khaleej       | Pro League    | 34         | 0          | 3     | 0     | —              | —              | 37     | 0      |
| 2024/25 | Al-Khaleej       | Pro League    | 33         | 0          | 1     | 0     | —              | —              | 34     | 1      |
| Totaal  | Totaal           | Totaal        | 302        | 4          | 23    | 0     | 25             | 0              | 350    | 5      |

Bijgewerkt op 7 juli 2025.

## Erelijst
| Competitie   |            |            |            |            |
| Competitie   | Aantal     | Jaren      |            |            |
| Moreirense   | Moreirense | Moreirense | Moreirense | Moreirense |
| ------------ | ---------- | ---------- | ---------- | ---------- |
| Taça da Liga | 1          | 2016/17    |            |            |
| Lech Poznań  |            |            |            |            |
| Ekstraklasa  | 1          | 2021/22    |            |            |